# Смутко Аліна Вікторівна
Аліна Вікторівна Смутко (нар. 23 грудня 1992) — українська фотографка-документалістка, фотожурналістка.

## Життєпис
Закінчила факультет філології та журналістики Полтавського національного педагогічного університету імені Володимира Короленка (2014, бакалавр), Школу журналістики та комунікацій Українського католицького університету (2016, магістр).
У 2016—2019 роках перебувала в окупованому Криму як позаштатна репортерка українського бюро «Радіо Свобода» та Радіо «Вільна Європа». У 2019 році за професійну діяльність росія її оголосила персоною нон ґрата та упродовж десяти років заборонила в'їжджати до Криму та росії.
Протягом 2021—2023 років працювала в команді Суспільне Новини. Висвітлювала події в Донецькій та Луганській областях, у Придністров'ї, Абхазії та Нагірному Карабасі. Роботи публікуються на Громадське, Фокус, Deutsche Welle, BBC, Радіо Свобода, The New York Times, The Telegraph, Politico, Der Spiegel, National Geographic, the Independent, The Guardian, Reuters.
Від 2013 року співпрацює з Reuters. Авторка ілюстрацій та кількох книжкових обкладинок, зокрема видавництва «Човен».

## Виставки

### Персональні виставки
- 2017 — Острів С, Кримський дім, Київ, Україна[4]
- 2019 — Острів С, Koktebel Jazz Fest 2019, Київ, Україна[4]
- 2020 — виставка з Фондом паліативної допомоги «Лавіта», Київ, Україна[4]
- 2022 — Нова гібридна депортація, La Chambre, Страсбург, Франція[4]
- 2022 — Нова гібридна депортація, під егідою Graph CMI Association, Брам, Франція[4]

### Колективні виставки
- 2015 — виставка фотоконкурсу газети «День», Київ, Україна[4]
- 2019 — Сон про білі шкарпетки на виставці Nikon Photo Contest 2019, Токіо, Японія[4]
- 2020 — Ситуація з правами людини в Криму, Безпековий форум Globsec, Братислава, Словаччина[4]
- 2022 — Нова гібридна депортація, Перший парламентський саміт Кримської платформи, Загреб, Хорватія[4]
- 2022 — виставка на фестивалі The CinEast Festival, Люксембург, Люксембург[4]
- 2022 — Нова гібридна депортація, The Fotofestiwal Łodz, Лодзь, Польща[4]
- 2022 — виставка La-Presse.orgЮ Лейпцигу, Німеччина[4]
- 2022 — виставка в Інституті журналістики Рейнольдса при Університеті Міссурі, Колумбія, США[4]
- 2022 — показ у Центрі фотографії Монтевідео, Монтевідео, Уругвай[4]
- 2022 — показ грузинської та української воєнної фотографії на Tbilisi Photo Festival, Тбілісі, Грузія[4]
- 2022 — Пліч-о-пліч: Українська воєнна фотографія в публічних місцях, Одеса, Україна[4]
- 2022 — показ робіт українських фотографів у Центрі документальної фотографії імені Суне Йонссона, Умео, Швеція[4]
- 2022 — Тонка лінія, Safehouse 2 в Пекхемі, Лондон, Великобританія[4]
- 2022 — Тонка лінія та показ військової фотографії в Монпельє, Франція[4]
- 2022 — виставка Тонка лінія в Оттенсхаймі, Австрія[4]
- 2022 — показ на фестивалі The Bayeux Award, Байє, Франція[4]
- 2022 — Фокус на Україні, Горн, Нідерланди[4]
- 2022 — виставка на фестивалі Estacao Imagem, Коїмбра, Португалія[4]
- 2022 — The New Abnormal у PHOXXI, тимчасовому Будинку фотографії Deichtorhallen Hamburg, Гамбург, Німеччина[4]
- 2022 — Тонка лінія на Копенгагенському фотофестивалі, Копенгаген, Данія[4]
- 2022 — виставка в Естонському музеї VEMU, Торонто, Канада[4]
- 2022 — виставка в OKAPI Galerii, Таллінн, Естонія[4]

## Нагороди
- Nikon Photo Contest 2019 (Токіо, Японія)[5],
- Corporate Photo Contest RFE/RL 2019 (Прага, Чехія)[5],
- одна із «12 RFE/RL Women Who Make Headlines» за версією головного офісу Радіо «Свобода»/Радіо «Вільна Європа» (2019, Прага, Чехія)[5].